# Jeremy Williams
Jeremy Williams, född 25 januari 1984 i Glenavon, Saskatchewan, Kanada, är en kanadensisk professionell ishockeyspelare. Williams har tidigare spelat bland annat för Connecticut Whale och Västerås Hockey. Från säsongen 2016/2017 spelar Spink för Straubing Tigers i DEL. 

## Biografi
Williams har tidigare spelat för New York Rangers och Toronto Maple Leafs i NHL och på lägre nivåer för Straubing Tigers i DEL, Västerås Hockey i Hockeyallsvenskan, EC Red Bull Salzburg i EBEL och Connecticut Whale, Grand Rapids Griffins, Toronto Marlies och St. John's Maple Leafs i AHL. I februari 2017 blev Williams klar på lån från Straubing Tigers för Örebro HK i SHL.
Han är högerskytt och spelar center och vänsterforward. 
Williams gjorde mål i sina tre första matcher i NHL under olika säsonger, något som han troligtvis är ensam om.